# 中濁線
中濁線是一條曾經存在於臺灣中部地區的糖業輕便鐵路，軌距762毫米，大致可分為中南線（臺中＝南投）與濁水線（南投＝濁水），由臺灣糖業公司臺中總廠經營。
1950年代南北平行預備線修築時亦將中濁線全線納入其中。1959年，八七水災重創臺灣中部橋梁，中南線烏溪大橋全毀，南北平行預備線改以二水為起點，中濁線停辦客運業務，並於1961年拆除。

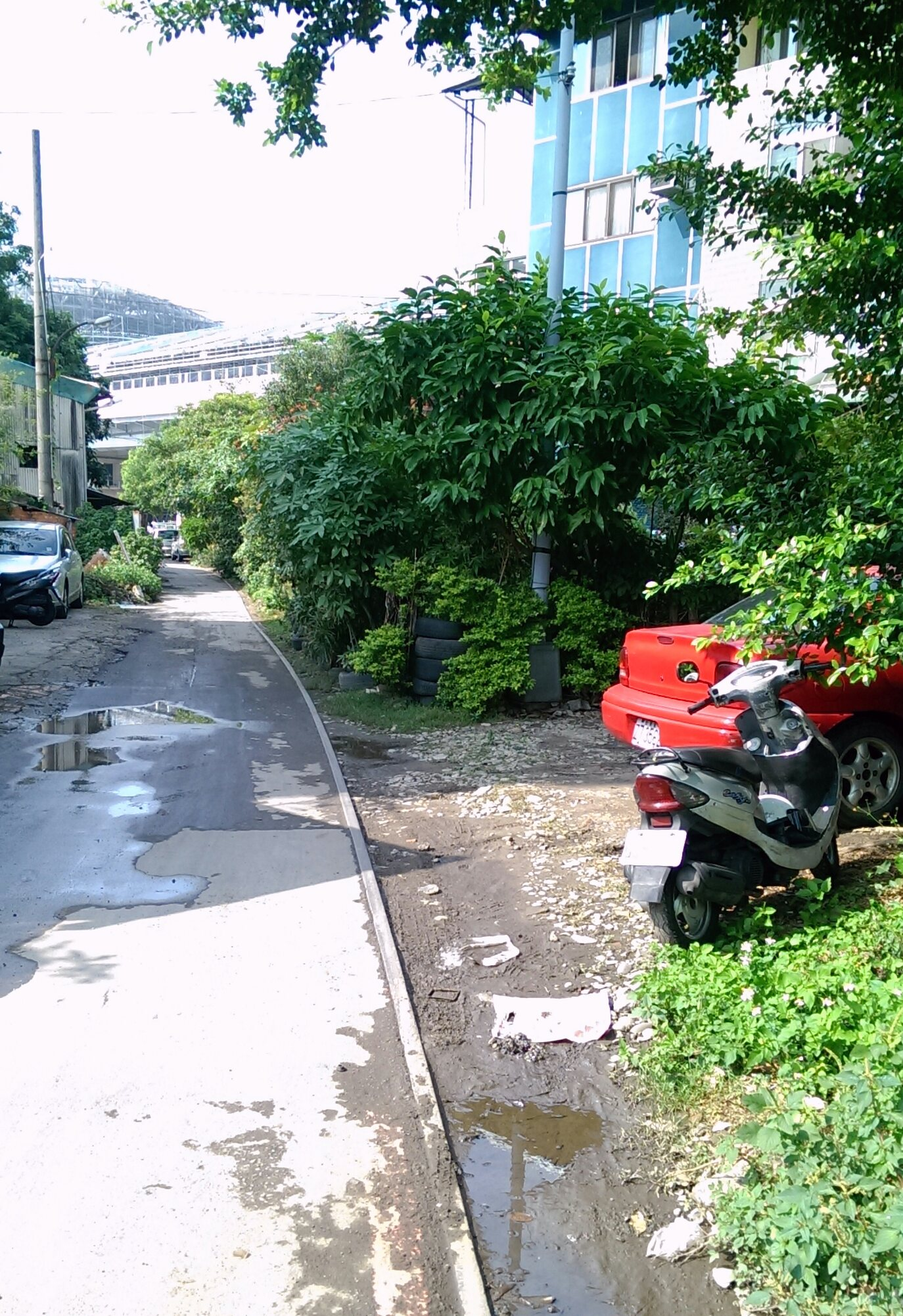
原中濁線臺中站與臺中糖廠之間的路線遺跡

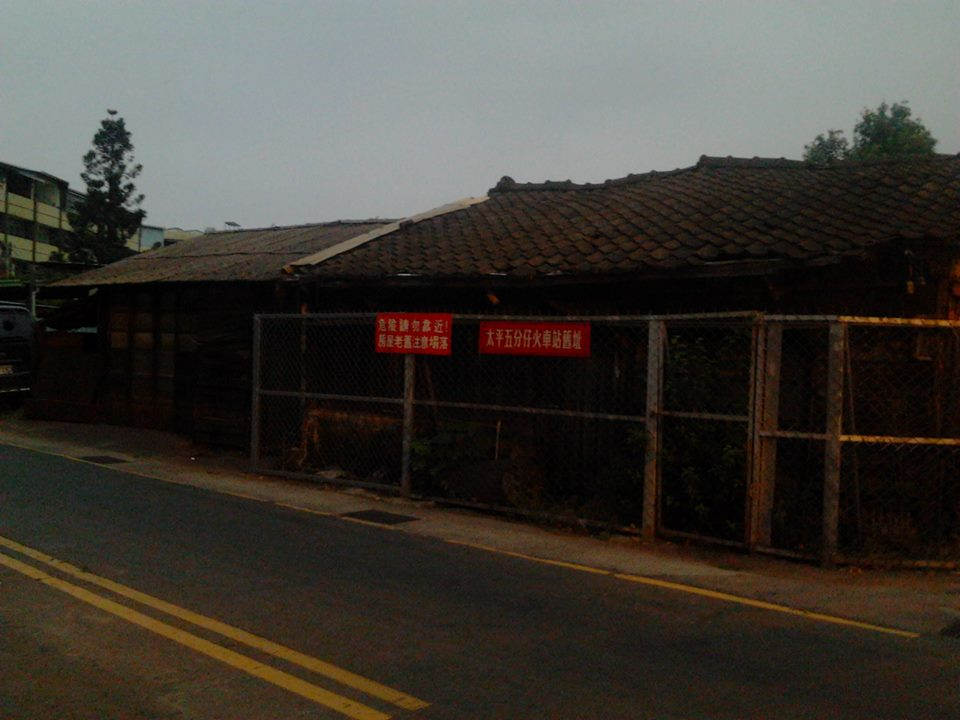
原中南線的太平車站站房，為中南線少數僅存至近代的木造站房。(2013/12/17)

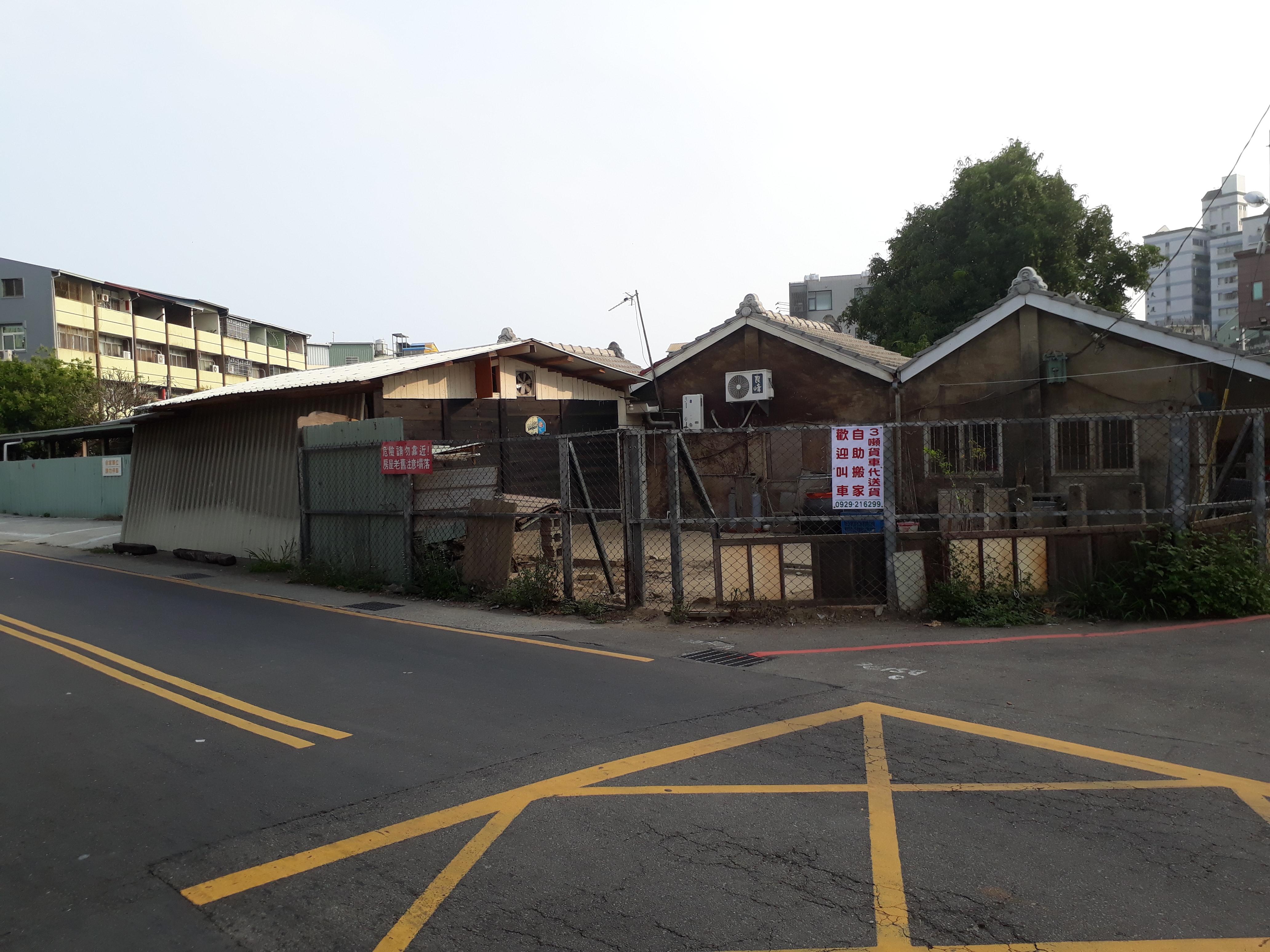
原中南線的太平車站站房已經遭到拆除，作為他用。(2018/04/06)

## 路線

### 中南線
日治時代，經營臺灣糖業的帝國製糖株式會社為了運輸製糖用的甘蔗，興建了一條從臺中糖廠出發，行經今臺中市東區、太平區、大里區、霧峰區、南投縣草屯鎮到達南投市的鐵軌。
1916年，通車至萬斗六站。這條鐵路出臺中東區後經過太平區永義路225巷9弄、永豐路18巷、永豐路29巷到太平區農會附近長億六街與中南路相交，為太平站（建物已不存）；再沿著長億六街越過頭汴坑溪上的鐵橋沿光德路直駛光隆站（光德路390巷交叉口）。經大里區鳳凰路到番子寮站（臺糖加油站附近），經過農田抵美群路到塗城站（大里福德宮附近）。之後進入霧峰區錦州路抵北溝站（吉峰路路口），經變電所站（錦州二街口）直走進入霧峰市區中正路，往南走抵霧峰站（中華電信霧峰營業所為車站舊址），南走經臺灣省議會前沿臺三線中正路過乾溪抵六股站（峰谷路路口），轉入舊萬斗六農場經萬斗六站（現址為農業試驗所宿舍附近）。
1918年全線通車。從舊社站，經烏溪至烏溪南岸站、新豐站、草屯站、林子頭站、營盤口站、林站、半山站，終點在南投市區南投站，成為南投第二條聯外鐵道（早期尚有彰南鐵道株式會社彰南線，唯為期不長）。
1940年，大日本製糖合併帝國製糖，中南線改由大日本製糖經營。

### 濁水線
早於帝國製糖，明治製糖在1911年即興建一條從南投至名間的糖業鐵路，明治製糖之南投車站後來改名為明治南投，用以區分帝國製糖之南投車站。
1933年，濁水線南端由名間延伸至濁水。

### 戰後狀況
太平洋戰爭後，中南線、濁水線收歸臺灣糖業有限公司管轄。
1950年代修築南北平行預備線時，將中濁線全線編入其中，擔負國防重任。一直到1959年八七水災，重創烏溪鐵橋，臺灣省政府放棄修復。加上公路逐漸發達，逐漸改以卡車載運甘蔗原料，臺糖公司在1961年拆除中濁線。原本的中南線臺中車站在1964年時重建成了臺鐵臺中後火車站。

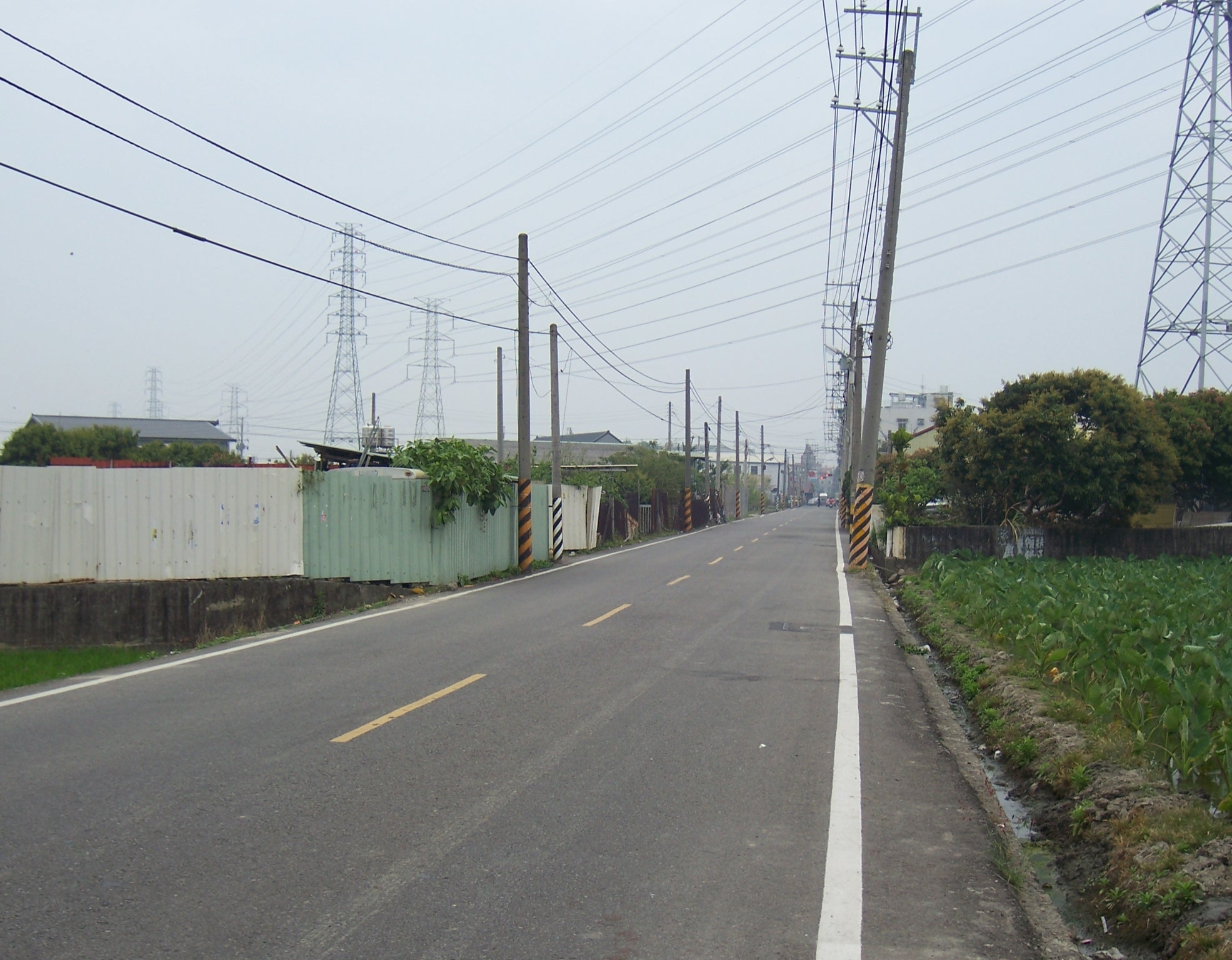
臺中市霧峰區錦州路，曾為中濁線行經路段

## 歷史年表
1911年，明治製糖濁水線開始營業，行駛至名間。
1916年，帝國製糖中南線開始營業，行駛至萬斗六。
1918年，中南線全線開通。
1933年，濁水線延伸至濁水。
1940年，大日本製糖合併帝國製糖，中南線改由大日本製糖經營。
1945年，戰後，中南線、濁水線歸臺灣糖業有限公司管轄。
1951年，併入臺灣糖業鐵路南北平行預備線，並開辦客運。
1959年，發生八七水災，烏溪鐵路橋遭沖毀；南北平行預備線起點變更至二水，而中濁線亦因此停辦客運。
1961年，拆除中濁線。
1964年，原來的中南線臺中站站房改建為臺鐵臺中線臺中車站後站。

## 車站一覽

### 中南線[7]
| 車站名稱 | 營業里程 台中起 | 備註                          | 所在地 | 所在地 |
| -------- | --------------- | ----------------------------- | ------ | ------ |
| 臺中     | 0.0             | 舊站房尚存台中後站            | 臺中市 | 中區   |
| 市場前   | 0.6             |                               | 臺中市 | 東區   |
| 太平     | 3.3             | 已於2015年8月蘇迪勒颱風後拆除 | 臺中市 | 太平區 |
| 光隆     | 5.7             |                               | 臺中市 | 太平區 |
| 番子寮   | 7.3             |                               | 臺中市 | 大里區 |
| 塗城     | 8.2             |                               | 臺中市 | 大里區 |
| 北溝     | 9.6             |                               | 臺中市 | 霧峰區 |
| 變電所   | 10.3            |                               | 臺中市 | 霧峰區 |
| 霧峰     | 11.3            |                               | 臺中市 | 霧峰區 |
| 六股     | 14.1            |                               | 臺中市 | 霧峰區 |
| 萬斗六   | 14.9            |                               | 臺中市 | 霧峰區 |
| 舊社     | 16.9            |                               | 臺中市 | 霧峰區 |
| 烏溪南岸 | 18.2            |                               | 南投縣 | 草屯鎮 |
| 新豐     | 19.7            |                               | 南投縣 | 草屯鎮 |
| 草屯     | 21.5            |                               | 南投縣 | 草屯鎮 |
| 林子頭   | 23.1            |                               | 南投縣 | 草屯鎮 |
| 省府前   | 24.2            |                               | 南投縣 | 南投市 |
| 營盤口   | 25.2            |                               | 南投縣 | 南投市 |
| 林       | 26.7            |                               | 南投縣 | 南投市 |
| 半山     | 27.6            |                               | 南投縣 | 南投市 |
| 南投     | 30.0            |                               | 南投縣 | 南投市 |

### 濁水線
| 車站名稱 | 營業里程 台中起 | 備註           | 所在地 | 所在地 |
| -------- | --------------- | -------------- | ------ | ------ |
| 南投     | 30.0            | 糖鐵中寮線起點 | 南投縣 | 南投市 |
| 南糖     | 30.7            |                | 南投縣 | 南投市 |
| 三塊厝   | 待查            |                | 南投縣 | 南投市 |
| 新街     | 33.6            |                | 南投縣 | 名間鄉 |
| 虎子坑   | 35.9            |                | 南投縣 | 名間鄉 |
| 名間     | 38.4            |                | 南投縣 | 名間鄉 |
| 濁水     | 39.2            |                | 南投縣 | 名間鄉 |

## 相關
- 彰南線：南投地區最早成立的聯外鐵道，中南線通車前即已廢止。
- 臺灣糖業鐵路
- 臺灣軌道運輸路線列表

## 外部連結
- 太平市公所-市民論壇-市政陳情建議類-藝文版
- StreetVoice的部落格-網誌-太平「中南線」.........[永久]